# Ommatius fimbrillus
Ommatius fimbrillus là một loài ruồi trong họ Asilidae. Ommatius fimbrillus được Scarbrough miêu tả năm 2000.